# Почетни граждани на Велико Търново
Почетен гражданин на Велико Търново е звание, част от наградната система на гр. Велико Търново.

## История
Званието е присъдено за пръв път през 1916 г. на фелдмаршал Август фон Макензен, последван от генерал-майор Никола Бакърджиев през 1929 г., генерал Василий Гурко през 1933 г. и Борис Казанлиев през 1939 г. В периода 1947 – 1994 г. 24 личности са удостоени с това звание, а от 1996 до 2009 (когато се връчва ежегодно) още 16 личности, а от 2011 до 2017 г. още 12 личности.

## Списък на почетните граждани
| №    | Дата на присъждане       | Име                                                  | Заслуги |
| ---- | ------------------------ | ---------------------------------------------------- | --- |
| 1.   | 7 ноември 1916           | фелдмаршал Август фон Макензен                       | „за заслугите му на командващ съюзническите войски в Първата световна война, освобождението на Македония, Българска Морава и Добруджа и вниманието му към град Велико Търново, където е седалището на Главния му щаб“ |
| 2.   | 30 октомври 1929         | генерал-майор Никола Бакърджиев                      | „за заслуги към стопанското повдигане на град Велико Търново“ |
| 3.   | 18 септември 1933        | генерал Василий Гурко                                | „във връзка с посещението му в град Велико Търново и като син на освободителя на града ген. Йосиф В. Гурко“ |
| 4.   | 23 юни 1939              | Борис Казанлиев, директор на област Плевен           | „за заслуги по организацията и провеждането на Първия областен исторически и културен селскостопански събор в град Велико Търново на 28 и 29 май 1939 г.“ |
| 5.   | 29 май 1947              | Карл Папоушек                                        | „за дарени средства за построяването на паметник на Васил Левски в град Велико Търново“ |
| 6.   | 25 септември 1962        | Герман Титов, летец-космонавт на СССР                | „За извършен полет с космическия кораб „Восток-2“ през август 1961 г. и във връзка с посещението му в град Велико Търново на 25 септември 1962 г.“ |
| 7.   | 14 ноември 1964          | Алексей Лукянов, журналист                           | „като съветски военен журналист идва в град Велико Търново на 11 септември 1944 г.“ |
| 8.   | 28 май 1965              | Павел Беляев, летец-космонавт на СССР                | „за извършен полет с космическия кораб „Восход-2“ на 18 март 1965 г. и във връзка с посещението му в град Велико Търново“ |
| 9.   | 28 май 1965              | Алексей Леонов, летец-космонавт на СССР              | „за извършен полет с космическия кораб „Восход-2“ на 18 март 1965 г. и във връзка с посещението му в град Велико Търново“ |
| 10.  | 23 февруари 1967         | Емилиян Станев                                       | „за цялостното му творчество и принос в развитието на българската култура“ |
| 11.  | 16 август 1969           | Василий Гавура                                       | „като съветски военен журналист идва в град Велико Търново на 11 септември 1944 г.“ |
| 12.  | 22 септември 1970        | Стефан Мокрев                                        | „за цялостното му творчество и принос в развитието на българската култура“ |
| 13.  | 27 април 1972            | Димитър Иванов (актьор)                              | „за цялостното му творчество и принос в развитието на българския театър и кино“ |
| 14.  | 27 април 1972            | арх. Никола Николов                                  | „за принос в развитието на съвременната архитектура на град Велико Търново“ |
| 15.  | 15 юли 1975              | Валерий Кубасов, летец-космонавт на СССР             | „за извършени полети с космическия кораб „Союз-6“ през 1969 г. и в съвместния съветско-американски полет по програмата „Союз-Аполо“ на 15 юли 1975 г. и във връзка с посещението му в град Велико Търново“ |
| 16.  | 25 ноември 1976          | Тодор Живков                                         | „по повод десетгодишнината от създаването на Общонародния комитет за развитие на Велико Търново като исторически, културен и туристически град и принос в работата му“ |
| 17.  | 27 август 1981           | Антоанета Тодорова                                   | „за постигнат световен рекорд за жени 71,8 м в дисциплината хвърляне на копие на Европейското първенство в Загреб, Югославия на 15 август 1981 г.“ |
| 18.  | 24 септември 1981        | Деню Чоканов                                         | „по повод 60 години творческа дейност и принос в художественото пресъздаване на родния Търновград“ |
| 19.  | 24 септември 1981        | Иван Христов                                         | „По повод 55-годишната му творческа дейност и принос в изобразителното изкуство и пресъздаване на пейзажи от неповторимата красота на Велико Търново“ |
| 20.  | 29 октомври 1981         | Марияна Паунова                                      | „солистка на Метрополитен опера в Ню Йорк“ |
| 21.  | 23 февруари 1984         | проф. Теофил Иванов                                  | „За дългогодишните му проучвания и ръководство на археологическите разкопки в античния град Никополис ад Иструм“ |
| 22.  | 23 февруари 1984         | Любен Зидаров                                        | „за принос в българското изобразително изкуство“ |
| 23.  | 17 септември 1992        | Весела Лечева                                        | „за постигнати върхови европейски, световни и олимпийски резултати в спортната стрелба“ |
| 24.  | 7 юли 1994               | Красимир Балъков                                     | „за спечелено четвърто място на Световното първенство по футбол през 1994 г. в САЩ с националния отбор на България“ |
| 25.  | 7 юли 1994               | Трифон Иванов                                        | „за спечелено четвърто място на Световното първенство по футбол през 1994 г. в САЩ с националния отбор на България“ |
| 26.  | 7 юли 1994               | Цанко Цветанов                                       | „за спечелено четвърто място на Световното първенство по футбол през 1994 г. в САЩ с националния отбор на България“ |
| 27.  | 7 юли 1994               | Илиян Киряков                                        | „за спечелено четвърто място на Световното първенство по футбол през 1994 г. в САЩ с националния отбор на България“ |
| 28.  | 7 юли 1994               | Бончо Генчев                                         | „за спечелено четвърто място на Световното първенство по футбол през 1994 г. в САЩ с националния отбор на България“ |
| 29.  | 22 март 1996             | проф. Крум Дамянов                                   | „за принос в българското монументално изкуство и изграждане на паметника на „Асеневци“ |
| 30.  | 22 март 1996             | Въло Вълов                                           | „за принос в развитието на българското кино и създаването на Аудио-визуалния спектакъл „Царевград Търнов – звук и светлина“ на хълма „Царевец““ |
| 31.  | 22 март 1997             | Елена Стефанова                                      | „за цялостната ѝ дейност при изграждането и развитието на Великотърновския театър, за постигнат висок професионализъм и талант и за принос в българското театрално дело“ |
| 32.  | 22 март 1998             | Спас Венков                                          | „за цялостната му творческа дейност, за приноса му към родното и световното оперно и оперетно изкуство, утвърдил се като един от най-добрите изпълнители на трудните в певческо отношение Вагнерови произведения, за гражданска доблест и достойнство като гражданин на Велико Търново“ |
| 33.  | 22 март 1998             | академик Любомир Илиев                               | „за цялостната му активна научна дейност, за особени заслуги в развитието на българската наука, за създаването и развитието на звената по математика и информатика към Българската академия на науките във Велико Търново, за всеотдайността и родолюбието му, допринесло за превръщането на Велико Търново в един от крупните академични и научни центрове в страната ни“ |
| 34.  | 22 март 1999             | Константин Тотев                                     | „за изключителните му постижения в спорта и цялостното му архитектурно творчество“ |
| 35.  | 22 март 2000             | академик Антон Дончев                                | „за цялостното му творчество и принос в развитието на българската литература“ |
| 36.  | 22 март 2002             | д-р Петър Аладжов                                    | „крупен дарител на град Велико Търново и Регионалния исторически музей“ |
| 37.  | 22 март 2002             | проф. Дойно Дойнов                                   | „За цялостната му научноизследователска и популяризаторска дейност в областта на българската история и особени заслуги в изследване на Възраждането, за личното му участие в проучване на културно-историческото наследство и развитие на музейното дело, в дейността на Общинския комитет „Васил Левски“ в град Велико Търново“ |
| 38.  | 22 март 2003             | Негово Високопреосвещенство Григорий Великотърновски | „За укрепване на Великотърновската Епархия– строителство на храмове, възстановяване на манастири, участие в борбата със секции, разкол и лъжеучения, за активно международно сътрудничество в името на сплотена Европа и мир по целия свят“ |
| 39.  | 22 март 2004             | академик Иван Радев                                  | „за принос в проучването на историята на Велико Търново и региона, автор на повече от 20 книги“ |
| 40.  | 22 март 2005             | маестро Върбан Рангелов                              | „за принос в развитието на музикалната култура на старата столица и диригент на представителен смесен хор „Царевец“ при читалище „Надежда“ от 1962 г., спечелил 9 златни и 4 сребърни медала на национални и международни конкурси“ |
| 41.  | 22 март 2006             | проф. дфн Иван Иванов                                | „за безспорен принос в утвърждаване на ВТУ като модерно и проспериращо висше учебно заведение, за изявена научноизследователска и всестранна обществено-полезна дейност“ |
| 42.  | 22 март 2007             | Калоян Махлянов                                      | „за изключителни спортни постижения и значителен принос в популяризирането на България и гр. Велико Търново в Япония и по света“ |
| 43.  | 16 април 2008            | Лина Ковачева                                        | „за изключителен принос към културната история на Велико Търново, за заслуги в създаването и развитието на оперетното изкуство в МДТ „Константин Кисимов“ и дългогодишна сценична дейност“ |
| 44.  | 22 март 2009             | Матей Шопкин                                         | „за целокупната литературна и културно-просветна дейност, за изключителните му поетични творби, сътворени под въздействието на атмосферата в град Велико Търново“ |
| 45.  | 22 март 2011             | Благовеста Факирова                                  | „за безспорен принос към развитието на селищата на територията на община Велико Търново, за всеотдайна работа в неправителствения сектор и за дългогодишна дейност в сферата на местното самоуправление“ |
| 46.  | 22 март 2012             | Панайот Димитров (Понката)                           | „за цялостна творческа дейност и принос в съвременното българско изкуство, популяризирането му по целия свят, за изключителни заслуги в създаването на съвременния художествен облик на Велико Търново чрез емблематични за градската среда изображения, за всеотдайна дейност по организацията и сплотяването на великотърновската творческа интелигенция“ |
| 47.  | 22 март 2012 (посмъртно) | Драгни Драгнев                                       | „За цялостен принос към развитието и просперитета на град Велико Търново и селищата на територията на община Велико Търново, за изключителна помощ при проучването и опазването на културно-историческото наследство и развитието на старинната част на града, за дългогодишна активна обществена позиция, за решително и незаменимо участие в изграждането на комплекса „Възкресение Христово“ в местността „Качица“ – най-новият православен храм в града за изминалите осемдесет години“ |
| 48.  | 22 март 2013             | проф. дпн Пламен Легкоступ                           | „за цялостна творческа дейност и за научен принос в областта на педагогическите науки, за активна административна и обществена позиция като член на Академичния съвет, декан на Педагогическия факултет и ректор на ВТУ „Св. св. Кирил и Методий“ |
| 49.  | 22 март 2013             | арх. Иван Чолаков                                    | „за дългогодишна творческа, административна и обществена дейност по опазване на уникалния архитектурен облик на град Велико Търново и неговия културен просперитет чрез реализиране на редица емблематични архитектурни проекти, за всеотдаен принос към организацията и сплотяването на Великотърновското дружество на архитектите“ |
| 50.  | 22 март 2013 (посмъртно) | проф. д-р Александър Бурмов                          | „за цялостна научноизследователска дейност в областта на историческата наука и за дългогодишни заслуги като основател и главен редактор на списание „Исторически преглед“, за изключителен принос в основаването на Великотърновския университет и неговото утвърждаване като авторитетно висше учебно заведение“ |
| 51.  | 22 март 2014             | о.р. бригаден генерал инженер Цветан Харизанов       | „за активно участие в опазване културно-историческото наследство на нашия град, в последователна дейност за приобщаването ни към идеалите на родолюбието, дълга и признателността към героите и дейците за народна свобода и независимост, в умелото прилагане на активни форми за разгръщане на патриотичен дух и национална гордост у жителите и гостите на старата столица“ |
| 52.  | 22 март 2015             | Велика Иванова                                       | „личност с повече от 40-годишен професионален опит в изграждането на културата, традициите и историята на град Велико Търново. Дългогодишният ѝ опит и активна работа през целия ѝ житейски път и начинания са основание да останат запомнени знакови за града събития, като националните чествания на 800 годишнината от въстанието на Петър и Асен, на Независимостта на България и други“                                                                                                |
| 53.  | 22 март 2015             | маестро Михаил Дюлгеров                              | „човекът, поставил началото на детско-юношески фолклорен ансамбъл „Българче“. Като диригент, педагог, фолклорист и родолюбец маестро Дюлгеров посвещава житейския си и професионален път на популяризирането на фолклорното богатство на региона. За своите 46 години ансамбълът се превръща в школа за повече от 4000 търновчета“ |
| 54.  | 22 март 2016             | Гинка Стефанова                                      | „за въвеждането на нови и добри практики в образователната сфера и за развитието на просветното дело във Велико Търново“ |
| 55.  | 25 август 2016           | Мехрибан Алиева                                      | „Дарител, с огромен принос и висока ангажираност в популяризирането и опазването на културно-историческото наследство на Велико Търново. Благодарение на личната си ангажираност и последващото дарение от фондация „Гайдар Алиев“ проектът за реставрация, консервация и социализация на хълма Трапезица ще превърне Велико Търново в най-големия музеен комплекс под открито небе в България и на Балканите“                                                                              |
| 56.  | 22 март 2017             | проф. дин Иван Тютюнджиев                            | „за пренасянето от град Твер, Русия във Велико Търново на част от тленните останки на генерал Гурко, които са тържествено положени в църквата „Възкресение Христово“ |
| 57.  | 22 март 2018             | проф. Пламен Павлов                                  | |
| 58.  | 22 март 2019             | инж. Емил Павлов                                     | |
| 59.  | 22 март 2021             | проф. д.и.н. Милко Палангурски                       | |
| 60.  | 22 март 2021             | генерал-майор Сава Муткуров                          | |
| 6.   | 22 март 2021             | генерал-лейтенант Атанас Атанасов                    | |
| 62.  | 22 март 2021             | генерал-лейтенант Никола Михов                       | |
| 63.  | 22 март 2021             | генерал-лейтенант Рашко Атанасов                     | |
| 64.  | 22 март 2021             | генерал-майор Никола Недев                           | |
| 65.  | 22 март 2021             | генерал-майор Иван Сарафов                           | |
| 66.  | 22 март 2021             | генерал-майор Димитър Недялкович                     | |
| 67.  | 22 март 2021             | генерал-майор Иван Паскалев                          | |
| 68.  | 22 март 2021             | генерал-лейтенант Иван Фичев                         | |
| 69.  | 22 март 2021             | генерал-майор Рашо Георгиев                          | |
| 70.  | 22 март 2021             | генерал-лейтенант Христо Недялков                    | |
| 71.  | 22 март 2021             | генерал-майор Атанас Минчев                          | |
| 72.  | 22 март 2021             | генерал-майор Михаил Георгиев                        | |
| 73.  | 22 март 2021             | генерал-майор Христо Бояджиев                        | |
| 74.  | 22 март 2021             | генерал-майор Боян Христов                           | |
| 75.  | 22 март 2021             | генерал-майор Асен Николов                           | |
| 76.  | 22 март 2021             | генерал-майор Иван Марков                            | |
| 77.  | 22 март 2021             | генерал-майор Стефан Славчев                         | |
| 78.  | 22 март 2021             | генерал-майор Петър Ганчев                           | |
| 79.  | 22 март 2021             | генерал-лейтенант Иван Семерджиев                    | |
| 80.  | 22 март 2021             | генерал-майор Константин Григоров                    | |
| 81.  | 22 март 2021             | генерал от пехотата Константин Соларов               | |
| 82.  | 22 март 2021             | генерал-лейтенант Никола Марков                      | |
| 83.  | 22 март 2021             | генерал-лейтенант Иван Иванов                        | |
| 84.  | 22 март 2021             | генерал-лейтенант Никола Хаджипетков                 | |
| 85.  | 22 март 2021             | контраадмирал Сава Иванов                            | |
| 86.  | 22 март 2021             | генерал-майор Никола Алексиев                        | |
| 87.  | 22 март 2021             | генерал-майор Стефан Бояджиев                        | |
| 88.  | 22 март 2021             | генерал-лейтенант Георги Марков                      | |
| 90.  | 22 март 2021             | генерал-майор Иван Попов                             | |
| 91.  | 22 март 2021             | генерал-майор Иван Тулешков                          | |
| 92.  | 22 март 2021             | генерал-майор Христо Антонов                         | |
| 93.  | 22 март 2021             | генерал-майор Михаил Беджев                          | |
| 94.  | 22 март 2021             | генерал-майор Крум Колев                             | |
| 95.  | 22 март 2021             | генерал-майор Петър Атанасов                         | |
| 96.  | 22 март 2021             | генерал-майор Димитър Узунов                         | |
| 97.  |                          | проф. д.х.н. Михаил Харалампиев                      | |
| 98.  |                          | доц. д-р Владимир Попов                              | |
| 99.  |                          | Николай Пенчев                                       | |
| 100. | 22 март 2025             | арх. Теофил Теофилов                                 | посмъртно |